# 沢田美紀
沢田 美紀（さわだ みき、1977年10月9日 - ）は、日本の歌手。本名尾田美由紀（おだ みゆき）。富山県入善町出身。血液型A型。

## 略歴・人物
新川高等学校卒業後、会社勤めをしていたが、1996年黒部市内で開かれたNHK『NHKのど自慢』でチャンピオンに輝き、翌1997年プロ歌手を目指して上京。1999年に日本作曲家協会が主催した「第1回新人歌手オーディション」でグランプリを獲得し、沢田美紀として2004年6月23日、シングル『風のことづて』でデビュー。
2006年4月、入善町からチューリップ大使に任命。同年10月4日出身地である入善町の推奨曲として『いつか赤いチューリップ』を発表。
幼い頃からテレサ・テンの歌をよく聞いていた。
好きな言葉は「夢・・・掴むまで!」。
2009年12月で所属事務所・エイ&ケイと契約を解除。本名の尾田美由紀として活動を開始。2010年6月、ノブ&フッキーの事務所・株式会社アンビシャスの所属し、現在活動中。
2012年8月、「みゆき」として活動を再開し、ノブ&フッキーと「みゆき＆ノブフキ」名義で「どっちどっち」を8月8日に日本クラウンよりリリース。

## ディスコグラフィー

### シングル
1. 風のことづて（2004年6月23日）
2. タイムマシンの恋人（2005年7月21日）
3. 歌姫（2006年4月5日）
4. いつか赤いチューリップ（2006年10月4日）
5. 知りつくされて（2007年4月18日）
6. 天国からの約束（2008年4月2日）
7. 北陸冬物語（2009年6月3日）
8. 入善恋歌 / 春夏秋冬入善音頭

### アルバム
1. 沢田美紀 ファースト （2007年10月4日）

## レギュラー番組

### テレビ
- ダンスは一番(テレビ埼玉)

### ラジオ
- 沢田美紀と土佐犬の午後のひと時歌謡曲(ラジオミュー)
- 元気はつらつ歌謡曲(FMコミュニティ放送) 全国61局ネット

## 主な出演番組

### テレビ
- 演歌百撰 (サンテレビ) (2005年)
- 歌謡サロン　演歌がええじゃん(京都放送)
- NHK歌謡コンサート（NHK総合テレビ） (2005年)
- 女優魂（中京テレビ） (2005年)
- BS日本のうた（NHK衛星第2テレビジョン） (2006年)
- かずさと美紀の朝一番の歌謡曲 (テレビ埼玉) (2005年8月 - 2009年3月)
- かずさと美紀の歌謡音楽館　(テレビ埼玉) (2007年6月 - 2009年3月)
- ひるたま　ひるたま流行歌コーナー　(テレビ埼玉) (2007年4月 - 2009年3月)

### ラジオ
- ひるの散歩道（NHKラジオ第1放送）
- サンデージョッキー（NHKラジオ第1放送）
- 日野ミッドナイトグラフィティ 走れ!歌謡曲 (文化放送)